# Eurodac
|  | No s'ha de confondre amb Eurodoc. |

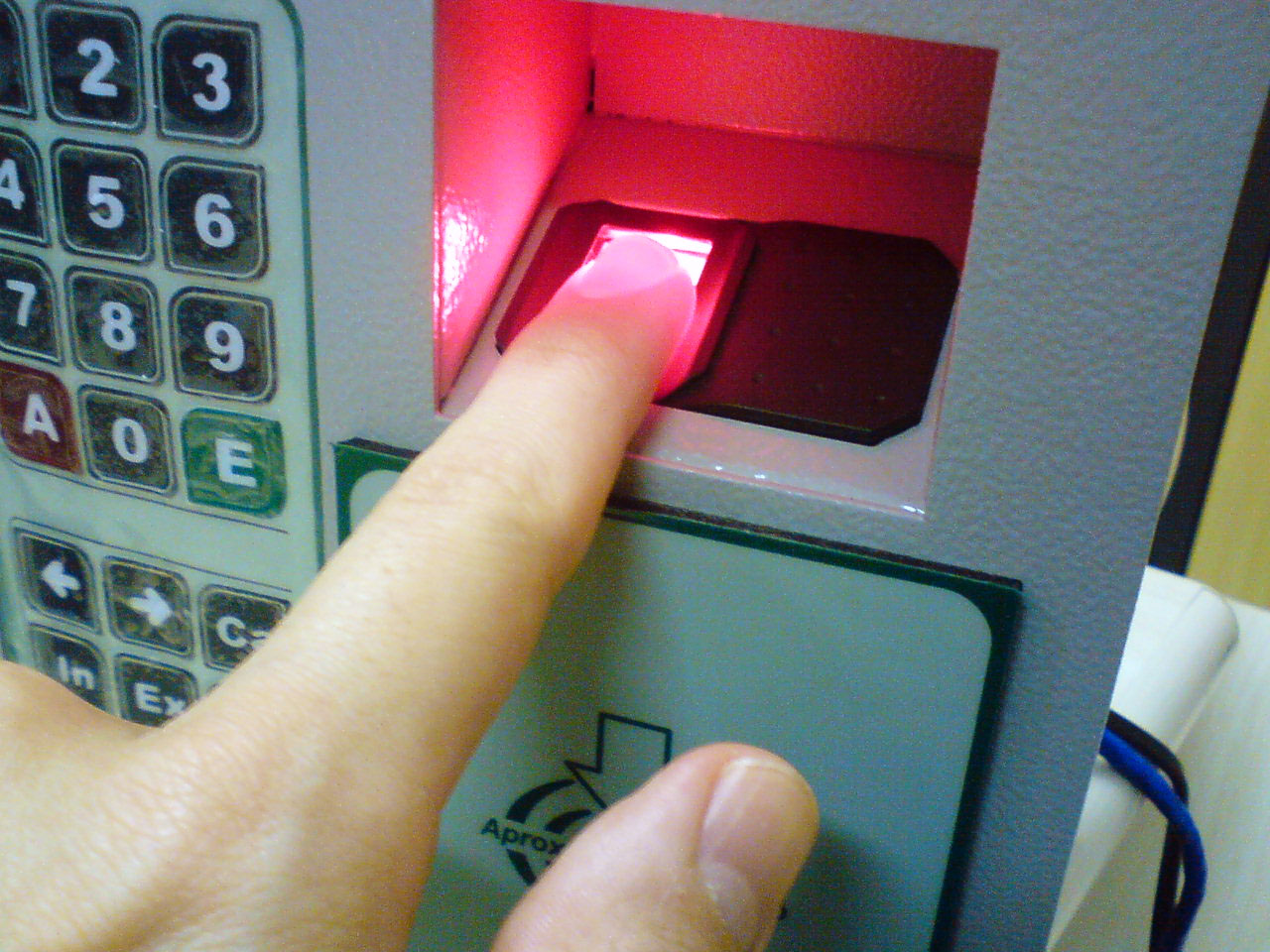
Identificació d'un usuàri mitjançant l'empremta de l'índex en un escàner.

Eurodac (European Dactyloscopy) és una base de dades creada per la Unió Europea encarregada de recopilar i organitzar les empremtes digitals amb l'objectiu d'identificar migrants irregulars i sol·licitants d'asil. Així es prenen les empremtes digitals a tots els majors de 14 que accedeixen a la Zona euro per llei. Les empremtes són a continuació digitalitzades i enviades a una unitat central de la Comissió Europea on son revisades i comparades amb la resta. Això permet determinar si els sol·licitants d'asil ja han realitzat la petició en cap altre país membre o si han creuat algun estat de forma il·legal (principi de primer contacte). Aquest servei es troba altament automatitzat i és el primer d'aquest tipus a ser aplicat a la Zona euro ençà el 15 de gener de 2003. Tots els membres participen en aquest programa a més de Noruega, Islàndia i Suïssa.